# Direito pontifício
Na Igreja Católica, "de direito pontifício" ou também "de reconhecimento pontifício" é o termo designado às instituições eclesiásticas (institutos religiosos ou seculares e sociedades de vida apostólica) ou criadas pela Santa Sé, ou aprovadas por ela por meio de um decreto formal, conhecido pelo nome latino Decretum laudis ("Decreto de louvor, alegria").
O termo é incluído no nome das instituições, geralmente capitalizado: "Instituto [nome] de Direito Pontifício".
As instituições de direito pontifício dependem imediatamente (i.e "sem intermediários") e exclusivamente da Santa Sé em matérias de organização interna e disciplina.